# Craig Buck
Craig Werner Buck (* 24. August 1958 in Los Angeles) ist ein ehemaliger US-amerikanischer Volleyballspieler, der zweimal Olympiasieger und einmal Weltmeister wurde.
Buck begann an der High School mit dem Volleyballspiel und gehörte von 1976 bis 1979 der US-Juniorennationalmannschaft an. Als Student an der Pepperdine University trainierte er unter Marv Dunphy. Ab 1981 gehörte Buck der US-Nationalmannschaft an, mit 2,03 Meter Größe war der Mittelblocker dort meist der längste Spieler im Team. Bei den Olympischen Spielen 1984 in seiner Heimatstadt Los Angeles war Buck als Blocker und als Angreifer einer der besten Spieler im US-Team, das nach dem Olympiaboykott der Ostblockmannschaften mit einem Finalsieg über Brasilien souverän die olympische Goldmedaille gewann. Dies war die erste Goldmedaille für die USA im Volleyball bei Olympischen Spielen.
Nach dem Olympiasieg übernahm Marv Dunphy die Trainerrolle im US-Team. Mit dem Sieg beim Weltcup 1985 und bei der Weltmeisterschaft 1986 bewiesen die US-Amerikaner, dass sie auch dann die beste Mannschaft der Welt waren, wenn die Gegner nicht boykottierten. Nach dem Sieg bei den Panamerikanischen Spielen 1987 standen bei den Olympischen Spielen 1988 in Seoul noch vier Spieler aus dem siegreichen Team von 1984 in der Mannschaft. Neben Craig Buck waren dies Charles Kiraly, Dave Saunders und Steve Timmons. Im Finale gegen die Sowjetunion gewannen die US-Amerikaner mit 3:1 Sätzen.
Craig Buck spielte auch noch bei der Volleyball-Weltmeisterschaft 1990 mit und stand im US-Aufgebot für die Olympischen Spiele 1992, wurde aber nicht mehr eingesetzt.
Mit seiner Körpergröße war Buck nicht nur ein hervorragender Blockspieler und Angreifer, er hatte auch ein sehr gutes Service, sowohl beim Olympiasieg 1984 als auch bei der Weltmeisterschaft erreichte er die beste Service-Statistik seines Teams. Ab 1988 war Buck als Profi im Ausland, er spielte in Frankreich, Italien und in Japan. Nach Beendigung seiner Karriere ließ er sich mit Frau und Kind in Colorado nieder.
1998 wurde Craig Buck in die „Volleyball Hall of Fame“ aufgenommen.